# LEDA 1001709
LEDA 1001709(마카리안 1506, Markarian 1506, Mrk 1506)은 황소자리 방향으로 약 4.2억 광년 떨어진 활동 은하이다.

## 발견 및 역사

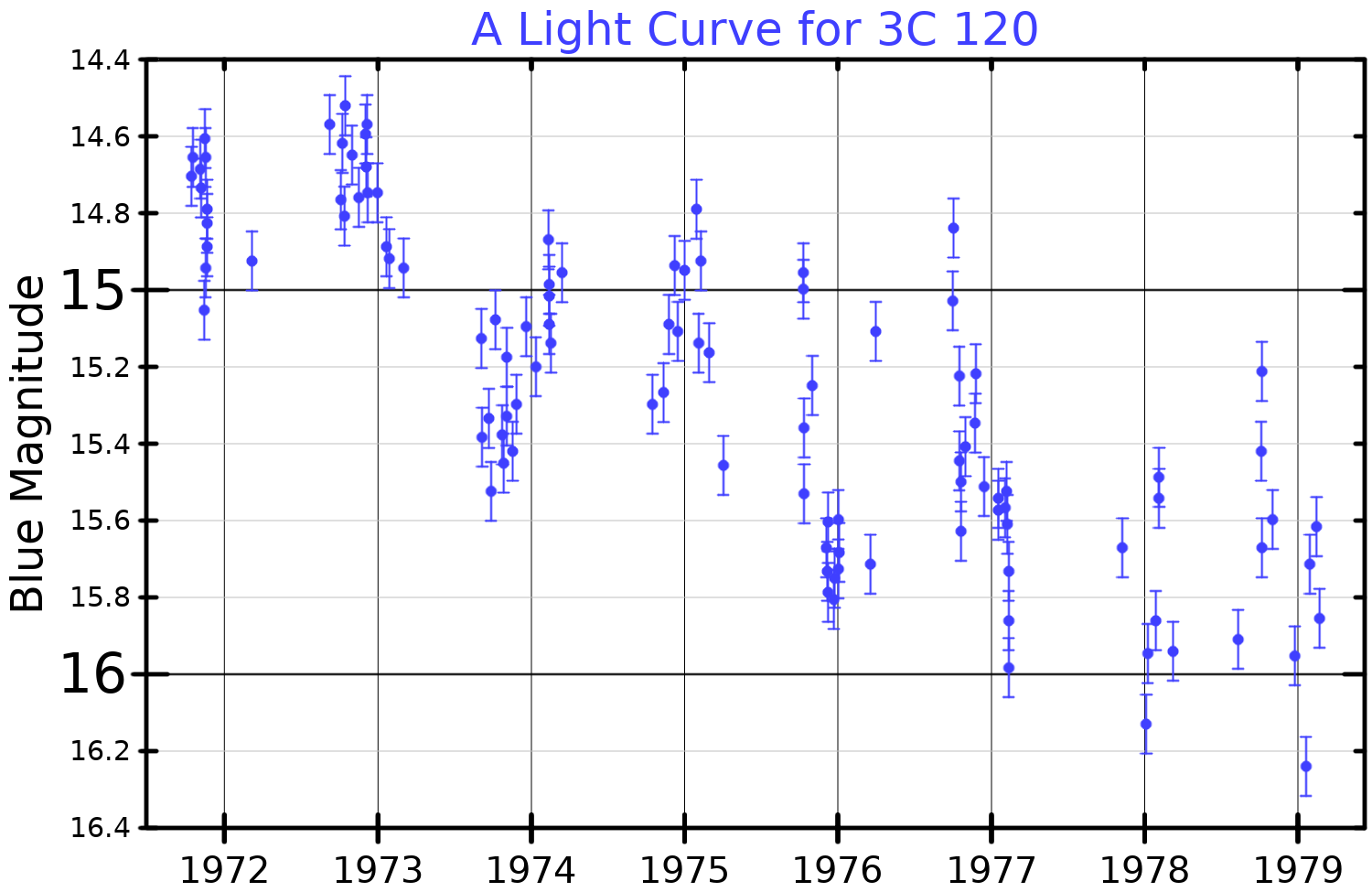
LEDA 1001709의 밝기 변화(light curve)의 그래프이다. (1979)

- 1940년 할로 섀플리와 C. M. Hanley가 시각광에서 '황소자리 BW'라는 변광성으로 처음 확인하였다.[10][11]
- 1959년 제 3 케임브리지 전파원 목록에 포함되면서 “3C 120”이라는 명칭이 붙었다.
- 1964년 MCG 목록에 수록되었다.[12]
- 1970년대 국제 자외선 탐사기(IUE), 아인슈타인 위성, 적외선 관측 등에서 모든 파장대에서 변광성으로 확인되었다.[13]

- 1975년~1977년 전파 관측에서 초 광속 제트가 탐지되었다.[14]

## H II 영역의 다수 존재
광학 영상에서 H II 영역(전리수소영역)이 광 범위하게 관측되며, 핵 주변에 두 개의 쉘 구조가 존재한다. 또한 이 현상으로 봐서 두 은하가 병합했을 수 도 있다.

## 남아 있는병합흔적
과거의 은하 병합 흔적이 존재하며, 별 생성률은 연간 약 2.8 M☉/yr로 추정된다.

## 초대질량 블랙홀의 존재
I형 세이퍼트 은하로 분류되며, 중심에는 초대질량 블랙홀과 그 주위의 강착 원반과 코로나가 있다. 전파에서 초 광속(super luminal) 제트가 보이며, 일부 ‘노드’(bright knot)가 빛의 속도보다 약 4~5배 빠르게 이동하는 것으로 보이기도 한다. 새로운 노드가 방출되는 현상이 관측되어 "원반–제트 연결(disk–jet connection)"의 좋은 사례로 꼽힌다.

## 제트와 성간 구름의 상호 작용
제트와 주변 성간 구름의 상호 작용으로 큰 밝기 변화가 관측되기도 한다.

## 파장에서 발견된 제트
광학 파장에서도 희미한 제트가 확인되었으며, 전파 노드와 동일 궤적을 따른다.